# Bussières (Loire)
Bussières település Franciaországban, Loire megyében. Lakosainak száma 1531 fő (2022. január 1.). Bussières Sainte-Colombe-sur-Gand, Néronde, Pouilly-lès-Feurs, Rozier-en-Donzy, Sainte-Agathe-en-Donzy és Saint-Just-la-Pendue községekkel határos.

## Népesség
A település népességének változása:
| Lakosok száma | 1628 | 1460 | 1332 | 1447 | 1584 | 1576 | 1545 | 1520 | 1512 | 1531 |
|               | 1968 | 1982 | 1990 | 2006 | 2013 | 2015 | 2017 | 2019 | 2020 | 2022 |